# Soiuz 7
Soiuz 7 (rus: Союз 7, Unió 7) va ser un vol espacial tripulat del programa espacial soviètic com a part de la missió doble Soiuz 6 i Soiuz 8 que van involucrar a tres naus espacials Soiuz en òrbita juntes alhora, transportant a set cosmonautess.
La tripulació va consistir del comandant Anatoli Filíptxenko, l'enginyer de vol Vladislav Vólkov i l'enginyer d'investigacions Víktor Gorbatko, els quals l'objectiu era l'acoblament amb el Soiuz 8 i la transferència de tripulació, com va tenir lloc en les missions Soiuz 4 i Soiuz 5. Soiuz 6 filimaria l'operació en les proximitats.
No obstant, aquest objectiu no va ser aconseguit a causa d'errors en l'equip. Les fonts soviètiques més tard van declarar que no hi havia programat cap acoblament, però això semblava poc probable, ja que es van proporcionar adaptadors d'acoblament per a les naus espacials, i el fet que la tripulació de la Soiuz 8 constava de dos veterans de la missió d'acoblament amb èxits anteriors. Aquest va ser l'últim cop que el maquinari d'aterratge tripulat lunar fou provat en òrbita, i el fracàs sembla haver estat un dels últims claus en el final del programa.
L'indicatiu de ràdio de la nau espacial fou Buran, significant mag, que anys després el torna a utilitzar com el nom de l'avió espacial totalment diferent Buran. Aquesta paraula és aparentment utilitzada com el nom d'un esquadró actiu o agressiu en l'entrenament militar soviètic, i, igual que el Soiuz 4, va ser construït i entrenat per ser la nau activa o mascle per a l'acoblament. A més, la paraula probablement també va ser escollida perquè comença amb la segona lletra de l'alfabet.

## Tripulació
| Posició                 | Cosmonauta                              | Cosmonauta                              |
| ----------------------- | --------------------------------------- | --------------------------------------- |
| Comandant               | Anatoli Filíptxenko Primer vol espacial | Anatoli Filíptxenko Primer vol espacial |
| Enginyer de vol         | Vladislav Vólkov Primer vol espacial    | Vladislav Vólkov Primer vol espacial    |
| Enginyer d'investigació | Víktor Gorbatko Primer vol espacial     | Víktor Gorbatko Primer vol espacial     |

### Tripulació de reserva
| Posició           | Cosmonauta        | Cosmonauta        |
| ----------------- | ----------------- | ----------------- |
| Commander         | Vladímir Xatàlov  | Vladímir Xatàlov  |
| Enginyer de vol   | Aleksei Ielisèiev | Aleksei Ielisèiev |
| Research Engineer | Piotr Kolodin     | Piotr Kolodin     |

### Tripulació en suport
| Posició         | Cosmonauta        | Cosmonauta        |
| --------------- | ----------------- | ----------------- |
| Commander       | Andrian Nikolàiev | Andrian Nikolàiev |
| Enginyer de vol | Gueorgui Gretxko  | Gueorgui Gretxko  |

## Paràmetres de la missió
- Massa: 6570 kg
- Perigeu: 210 km
- Apogeu: 223 km
- Inclinació: 51,7°
- Període: 88,8 min